# Léon Boudal
Léon Sébastien Boudal ou, plus simplement, l'Abbé Boudal est un homme d'Église et un peintre français né à Saint-Dier-d'Auvergne le 23 janvier 1858 et mort à Murol le 23 août 1934.
Il fut curé de l'Église Saint-Ferréol à Murol, dans le Puy-de-Dôme, de 1890 jusqu'à sa mort.
Avec Vladimir de Terlikowski et Victor Charreton dont il fut l'élève, il a fondé l'École de Murol, une école de peinture qui a rassemblé une cinquantaine de peintres dans la première moitié du XXe siècle.

## Biographie
Infatigable dans la promotion de sa paroisse et l'accueil des visiteurs, il fonde le syndicat d'initiative et fouille les vestiges d'une villa gallo-romaine. Il pose dans les plus beaux sites de la commune pour une série de cartes postales et écrit et illustre un ouvrage sur la région.
Il dépose même un brevet pour un nouveau fromage, le Grand Murols double crème.
Passionné par la peinture, il la pratique avec une grande assiduité et beaucoup d'éclectisme. Bien qu'essentiellement paysagiste, il se lance dans la peinture murale et décore les murs de l'église d'Olmet et surtout ceux de Murols à partir de 1897. Il se représente sous les traits de saint Paul armé d'une immense épée.
Il se lie d'amitié avec Vladimir de Terlikowski (1873-1951), un peintre d'origine polonaise dont les paysages sont exposés chez Berheim. Terlikowski s'installe dès 1908 pour de longs séjours d'été et en hiver, au village voisin de Besse.
C'est avec l'arrivée en 1910 de Victor Charreton un peintre post-impressionniste au talent déjà reconnu, que Murols devient un centre artistique.
Après une exposition de cinq des peintres de Murols en 1923 à la galerie parisienne Reitlinger sur le thème de La Neige, c'est le chant du cygne pour l'école. Charreton achète une maison à Saint-Amant-Tallende où le climat est plus doux, et Terlikowski connait le succès avec ses vues de Venise. L'abbé Boudal est désormais un homme âgé et des problèmes de santé assombriront ses dernières années.

## Galerie

Peintures de l'église Saint-Ferréol de Murol.
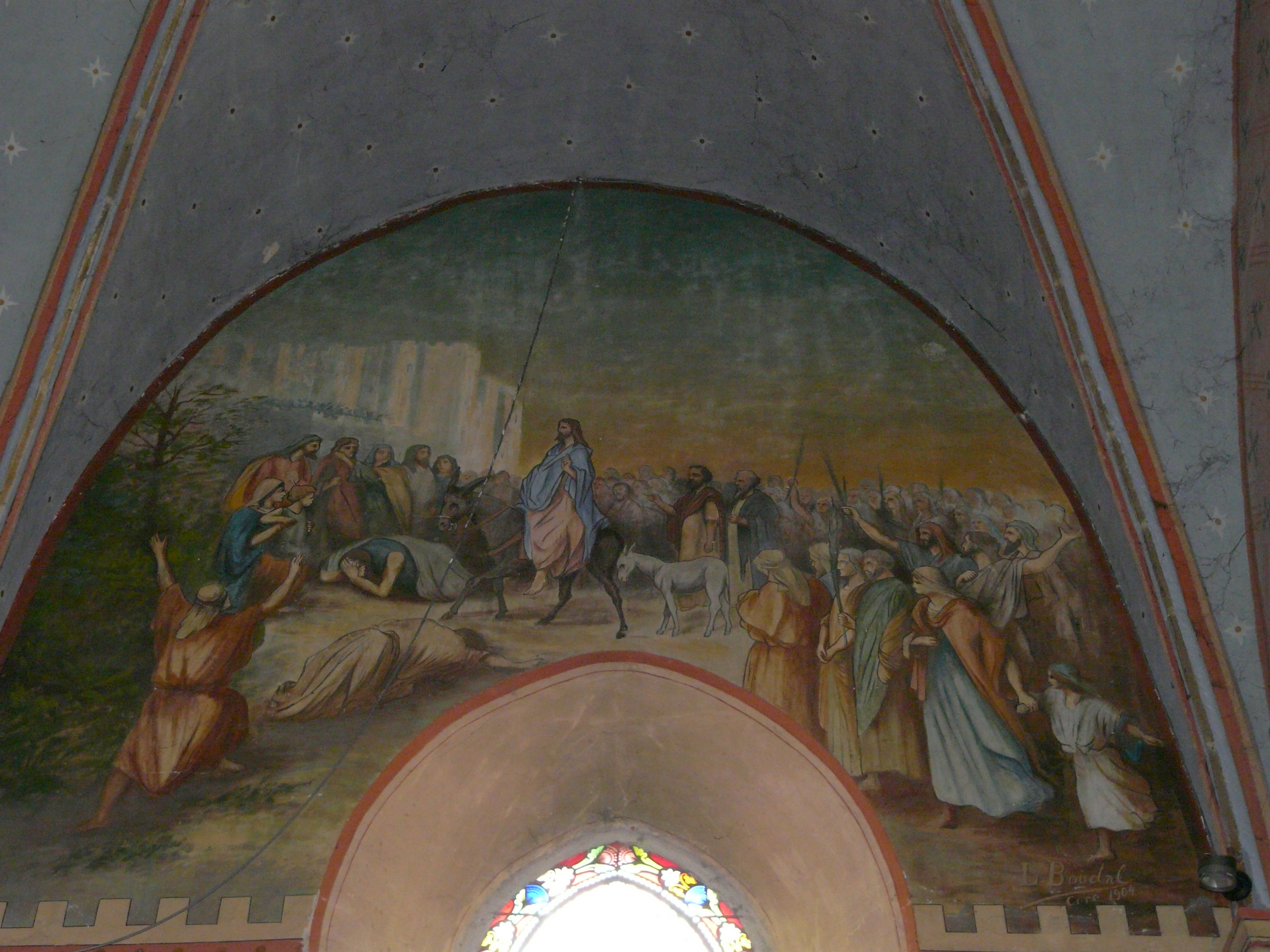
L'entrée de Jésus dans Jérusalem le jour des Rameaux, 1904.
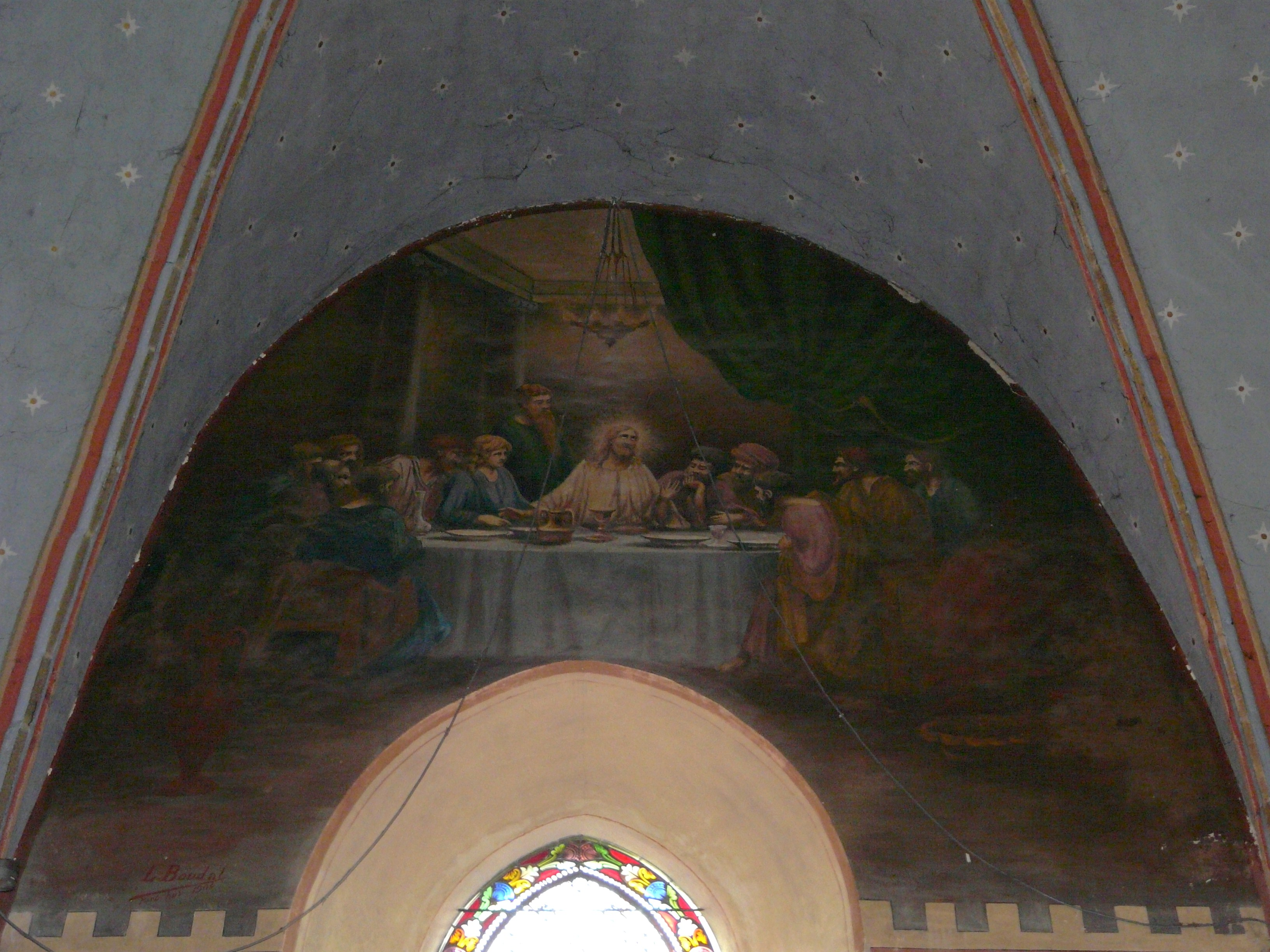
La Cène, 1912.
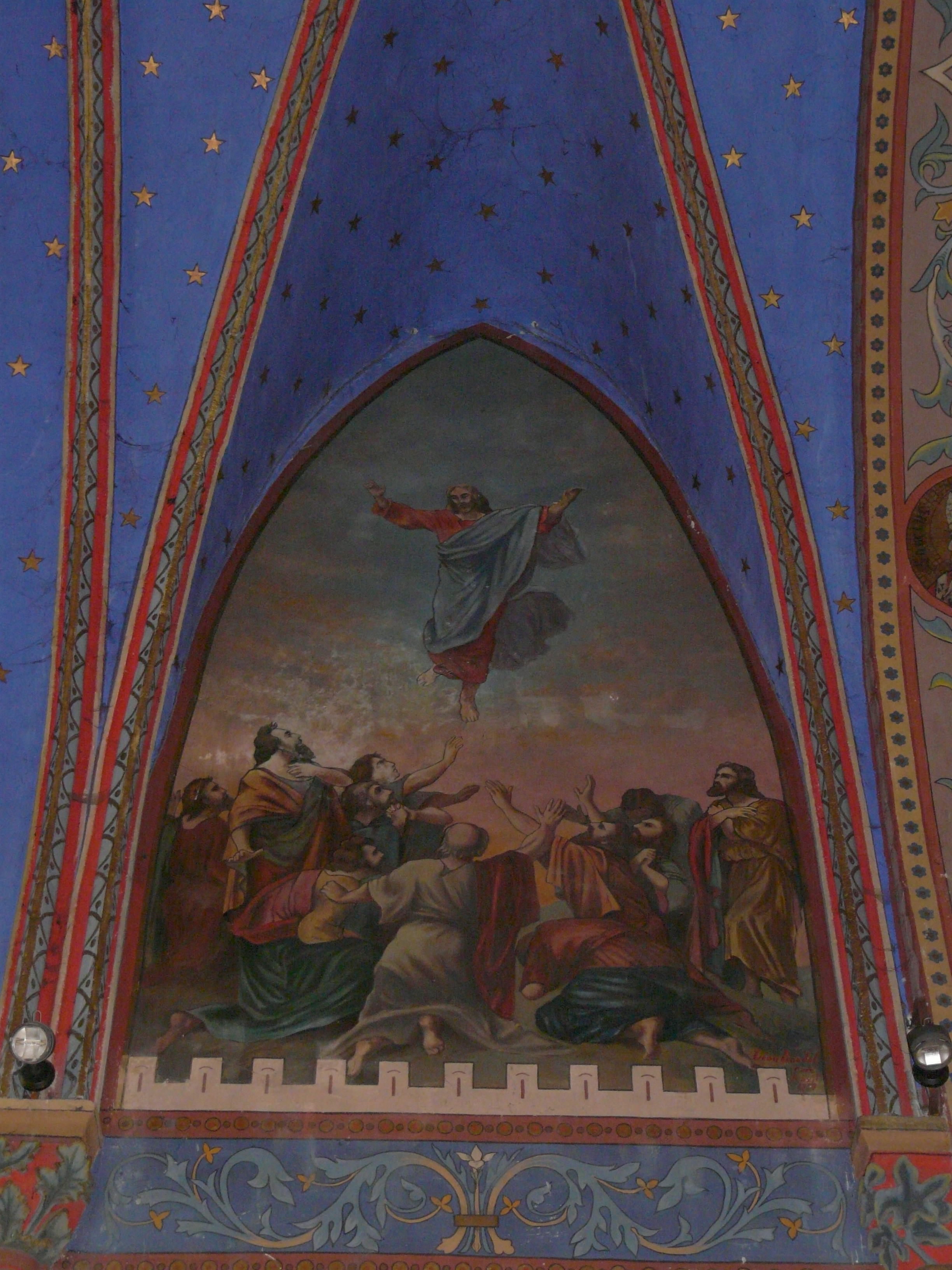
L'Ascension de Jésus, 1897.
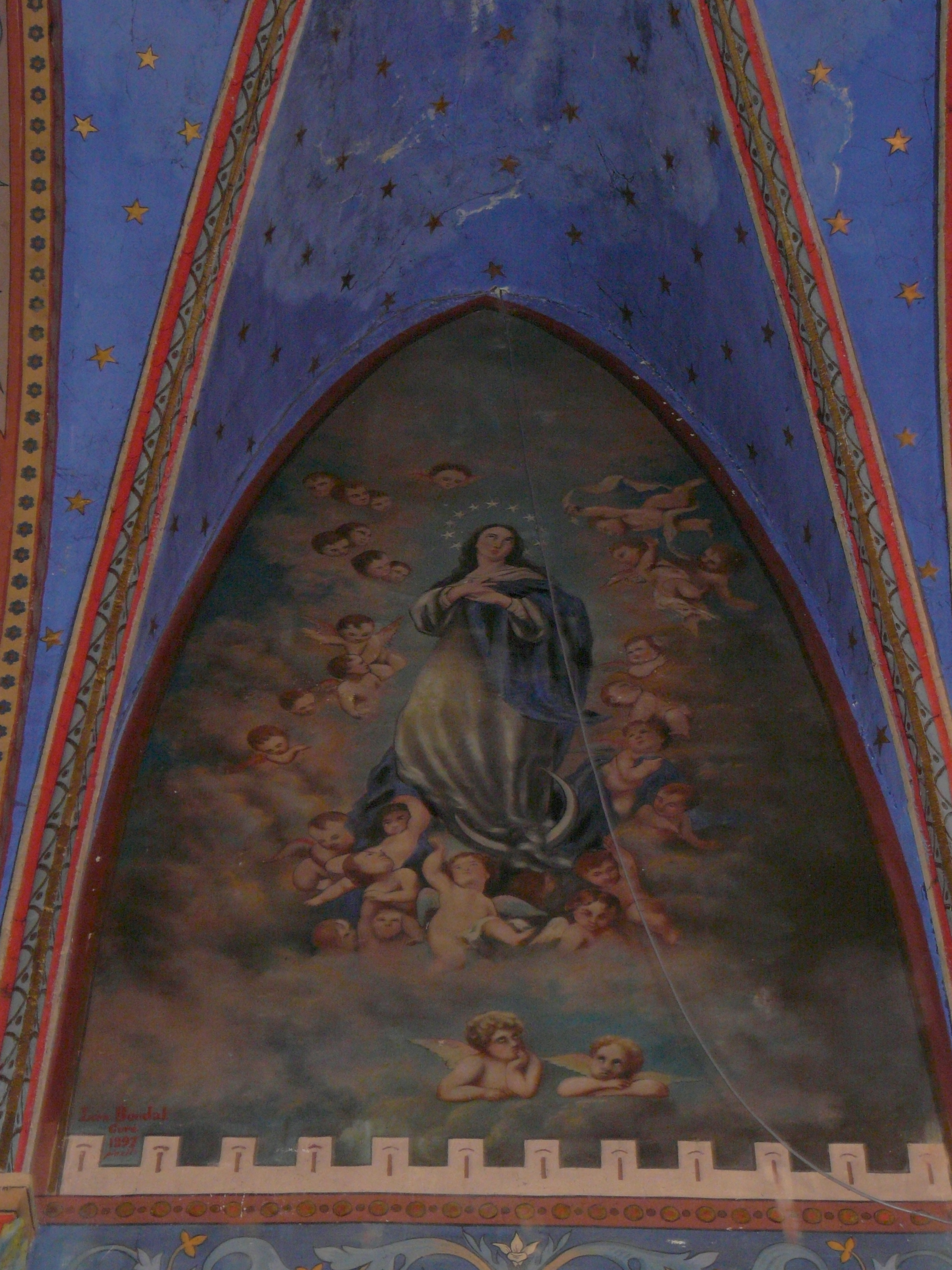
L'Assomption de Marie, 1897.